# JS Ténéré
Die Jeunesse Sportive du Ténéré, auch als JS Ténéré oder JS du Ténéré bekannt, ist ein nigrischer Fußballklub mit Sitz in der Hauptstadt Niamey.  

## Geschichte
Der Verein wurde 1993 gegründet. Gesponsort wird der Verein von der National Police of Niger. Bis 2004 spielte der Verein in der ersten Liga. Am Ende der Saison 2004 belegte man den siebten Platz und musste in die zweite Liga absteigen. Wo der Verein seitdem spielt, ist unbekannt.

## Erfolge
- Nigrischer Meister: 2000, 2001
- Nigrischer Pokalsieger: 1997, 1998, 1999, 2000

## Stadion

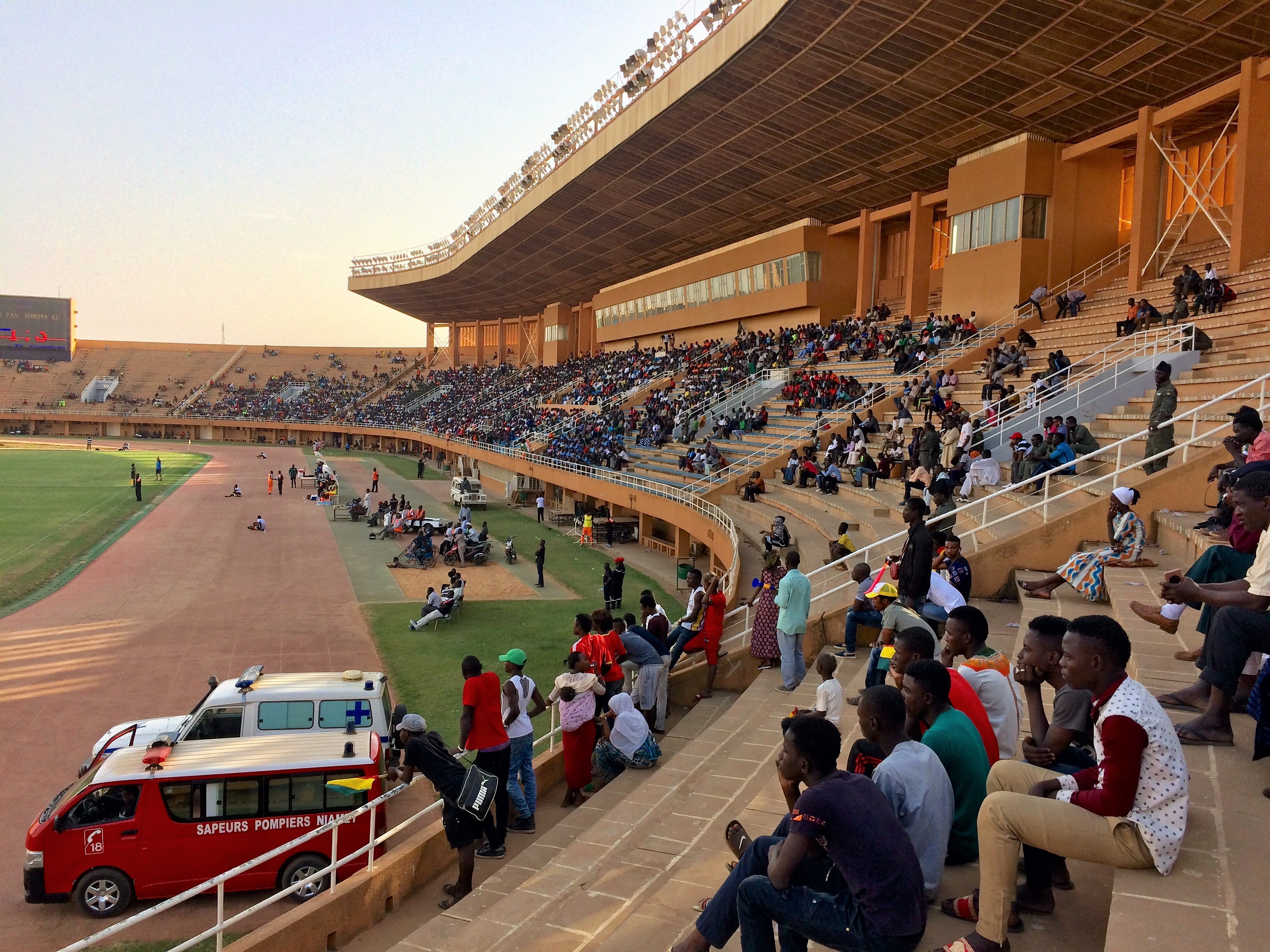
General-Seyni-Kountché-Stadion

Der Verein trägt seine Heimspiele im General-Seyni-Kountché-Stadion in Niamey aus. Das Stadion hat ein Fassungsvermögen von 35.000 Personen.

## Trainer
| Trainer           | Nation | von          | bis           |
| ----------------- | ------ | ------------ | ------------- |
| Tchakala Tchanilé | Togo   | 1. Juli 2009 | 30. Juni 2006 |

## Statistik in den CAF-Wettbewerben
| Jahr | Wettbewerb               | Runde         |
| ---- | ------------------------ | ------------- |
| 2001 | CAF Champions League     | Erste Runde   |
| 2000 | African Cup Winners’ Cup | Viertelfinale |